# Eleothreptus
Eleothreptus és un gènere d'ocells de la família dels caprimúlgids (Caprimulgidae) que habita la zona Neotropical.

## Taxonomia
El gènere era antigament monotípic, comptant només amb l'enganyapastors d'ales romes (Eleothreptus anomalus). El 2010, la revisió de Han et al. de la sistemàtica de la família afegeix l'enganyapastors alablanc (Eleothreptus candicans), que fins aleshores formava part del gènere Caprimulgus.
Segons la Classificació del Congrés Ornitològic Internacional (versió 2.5, 2010) aquest gènere està format per dues espècies:
- enganyapastors d'ales romes (Eleothreptus anomalus).
- enganyapastors alablanc (Eleothreptus candicans).